# Association française des femmes pilotes
L'Association française des femmes pilotes (AFFP) est une association créée en 1971 par sept aviatrices,, dans l'objectif de fédérer les femmes pilotes en France, de les rapprocher et de favoriser leur intégration et leur promotion.
Elle s'inspire d'organisations semblables d’autres pays, comme celle des Ninety-Nines, fondée aux États-Unis en 1936 par Amelia Earhart et à vocation internationale, la British Women Pilots' Association créée au Royaume-Uni en 1955 et la Vereinigung Deutscher Pilotinnen e.V. (de) allemande (1968).

## Missions
L'association est créée en 1971 par des femmes pilotes professionnelles ou privées, soucieuse de promouvoir l'intégration de leurs consœurs dans le monde aéronautique en général et plus particulièrement dans la profession de pilote.
La contribution des femmes à l'épopée aéronautique est significative, et elles y sont présentes dans de multiples métiers. Parmi les pionnières en France, l'association note :
- Patricia Haffner, première femme diplômée de l'École nationale de l’aviation civile (ENAC), en 1974 ;
- Valérie André, pilote d'hélicoptères et première femme militaire Générale dans l'Armée française;
- Danielle Décuré, première française commandante de bord ;
- Jacqueline Dubut, première femme pilote de ligne sur Air Inter ;
- Isabelle Boussaert, première pilote militaire française de transport, en 1985
- Caroline Aigle, première française pilote de chasse, en 1999

Pour autant, leur présence n'est pas banale et leur intégration peut être difficile. Dans les compagnies aériennes, la proportion de pilotes féminines dépasse rarement les 10%,. À l'ENAC — ouverte aux femmes en 1973 — la situation est similaire, avec un taux de féminisation des promotions de 10% en 2018. L'AFPP souligne : « si la présence des femmes dans les cockpits des avions de ligne a cessé d’être une exception, leur parcours reste difficile ».
L'association organise des rencontres, des stages, des voyages destinés à créer et développer des liens d'amitié entre ses membres, et à permettre de relier les générations en favorisant la transmission des savoirs des anciennes aux plus jeunes. Elle organise un rassemblement annuel des « femmes de l'air », et offre des bourses pour les formations.

## Liste des présidentes
L’association a été successivement présidée par :
| Mandat    | Présidente                  |
| --------- | --------------------------- |
| 1971-1978 | Marie-Josèphe de Beauregard |
| 1978–1980 | Jacqueline Golay            |
| 1980–1983 | Martine Tujague             |
| 1983–1984 | Monique Clautour            |
| 1985–1986 | Claudine Oosterlinck        |
| 1986–1989 | Thérèse Delfourd            |
| 1989–1992 | Martine Tujague             |
| 1992–1994 | Suzy Oberlin                |
| 1994–2006 | Martine Tujague             |
| 2006-2013 | Michèle Magnien             |
| 2014-2017 | Adriana Domergue            |
| 2018-     | Christine Debouzy           |